# Dvůr Králové nad Labem
Dvůr Králové nad Labem (tjekkisk udtale: [ˈdvuːr ˈkraːlovɛː ˈnad labɛm], tysk: Königinhof an der Elbe) er en by i distriktet Trutnov i regionen Hradec Králové i Tjekkiet. Den har omkring 15.000 indbyggere. Den ligger i Elben-floddalen. Dvůr Králové nad Labem er kendt for Safariparken Dvůr Králové, en af de største zoologiske haver i landet. Den historiske bymidte er velbevaret og er beskyttet ved lov som et kulturmonument.

## Inddeling
Landsbyerne Lipnice, Verdek, Zboží, Žireč og Žirecká Podstráň er administrative dele af Dvůr Králové nad Labem.

## Etymologi
Byens navn betyder "Dronningens hof ved Elben". Det refererer til dets historie, da det var ejet af bøhmiske dronninger, og geografisk placering. Det hed oprindeligt Dvůr; navnet optrådte som Curia på latin i 1270, som Hof på tysk i 1318 og derefter som Dwuor på gammeltjekkisk i 1421.

## Geografi
Dvůr Králové nad Labem ligger omkring 16 km sydvest for Trutnov og 24 km nord for Hradec Králové. Det ligger hovedsageligt i den østlige spids af Jičín-højlandet; den nordlige del af det kommunale område strækker sig ind i forbjergene til Krkonose/Karkonosze-bjergene. Det højeste punkt er bakken Záleský vrch på 459 meter over havets overflade. Byen ligger på begge bredder af floden Elben.

## Historie
Den tidligste skriftlige omtale af Dvůr Králové nad Labem, er fra 1270. En bebyggelse med en lille kirke blev grundlagt som vagtsted på en militærsti til Schlesien sandsynligvis i anden halvdel af 1100-tallet. Bebyggelsen blev udvidet med kolonisering af hovedsageligt tyskere. Det er uvist, hvornår det blev ophøjet til by og blev kongens ejendom.
I det 14. århundrede blev byen befæstet. I 1392 underskrev kong Wenceslaus 4. byen til sin kone, dronning Sophia af Bayern. Siden da var det en <i>medgiftsby</i> og kaldt Dvůr Králové. I 1421 overgav byen sig uden kamp til den moderate fløj af hussitterne. I 1436 blev det igen en medgiftsby, der blev administreret af dronning Barbara af Cilli.
Under Trediveårskrigen blev Dvůr Králové gentagne gange plyndret og beskadiget og oplevede tilbagegang. Det var også præget af den østrigske arvefølgekrig, syvårskrigen og østrigsk-preussiske krig. Byen kom sig dog takket være tekstilhåndværk (vævning og farvning) og blev et regionalt centrum for handel og håndværk. Industrien udviklede sig yderligere efter at jernbanen blev bygget i 1858, vejnettet blev forbedret, og Elben blev sejlbar. I 1880'erne blev de første tekstilfabrikker etableret.
Indtil 1918 var byen en del af Østrig-Ungarn, leder af Königshof an der Elbe – Dvůr Králové nad Labem- distriktet, en af de 94 Bezirkshauptmannschaften i Bøhmen.
Efter Anden Verdenskrig blev de tyske indbyggere fordrevet.

### Manuskript-affæren
Den 16. september 1817 opdagede den tjekkiske filolog Václav Hanka angiveligt et manuskript, der så ud til at være fra det 13. århundrede, i tårnet på en lokal kirke. Manuskriptet til Dvůr Kralové, sandsynligvis i virkeligheden skabt af Hanka, havde til formål at hjælpe tjekkiske patrioter i kampen mod tysk kultur. Selvom det har vist sig at være en forfalskning, blev det en vigtig del af landets historie.

## Økonomi
Den største arbejdsgiver med base i Dvůr Králové nad Labem er Juta a/s Virksomheden blev grundlagt her i 1946 som jute- og hampforarbejdningsvirksomhed og fulgte op på traditionen for tekstilindustrien. I dag fokuserer det på tekniske stoffer og syntetiske produkter.

## Seværdigheder
Byen er kendt for Safari Park Dvůr Králové med sit afrikanske safari-tema. Her er over 2.300 dyr af 500 arter af hovedsageligt afrikanske hovdyr.
Bemærkelsesværdig er kirken Saint John the Baptist, som er et nationalt monument. Den blev bygget i gotisk stil på stedet for den oprindelige romanske kirke. Tårnet blev tilføjet i 1644 og dets nuværende udseende er fra rekonstruktionerne i 1890'erne. 
Den historiske bykerne er dannet af TG Masaryka-pladsen. Dets vigtigste vartegn er det gamle rådhus fra renæssancen. Det blev bygget i 1833, efter at den oprindelige bygning fra 1572 brændte ned i 1790. Det har arkader og dekorativ facade. Andre seværdigheder på pladsen omfatter sparekasse i jugendstil fra 1909-1910, barok marian-søjle fra 1754 og et springvand fra 1857.
I bydelen af Žireč er der en gammel bolig for jesuitterne.